# El Salvador op de Olympische Zomerspelen 2016
El Salvador nam deel aan de Olympische Zomerspelen 2016 in Rio de Janeiro, Brazilië. Acht atleten behoorden tot de selectie, actief in zes verschillende sporten. Schutter Lilian Castro droeg de Salvadoraanse vlag tijdens de openingsceremonie. Enrique Arathoon, de eerste olympisch zeiler namens El Salvador in bijna vijftig jaar tijd, droeg de vlag tijdens de sluitingsceremonie.

## Deelnemers en resultaten
(m) = mannen, (v) = vrouwen 

### Atletiek
| Olympiër        | Discipline            | Resultaat | Prestatie |
| --------------- | --------------------- | --------- | --------- |
| Luis Menjivar   | 50km snelwandelen (m) | DSQ       | DSQ       |
|                 |                       |           |           |
| Yesenia Miranda | 20km snelwandelen (v) | DNF       | DNF       |

### Gewichtheffen
| Olympiër        | Discipline | Resultaat | Prestatie                                                   |
| --------------- | ---------- | --------- | ----------------------------------------------------------- |
| Julio Salamanca | –62kg (m)  | 10e       | trekken: 9de met 120kg stoten: 9de met 155 kg totaal: 275kg |

### Judo
| Olympiër           | Discipline | Resultaat | Prestatie                                                                                           |
| ------------------ | ---------- | --------- | --------------------------------------------------------------------------------------------------- |
| Juan Diego Turcios | –81kg (m)  | 9e        | 1ste ronde: vrij 2de ronde: W van GRE Moustopoulos: ippon 3de ronde: V van GEO Tchrikisjvili: shido |

### Schietsport
| Olympiër         | Discipline           | Resultaat | Prestatie                                        |
| ---------------- | -------------------- | --------- | ------------------------------------------------ |
| Lilian Castro VO | 10m luchtpistool (m) | 44e       | kwalificatie: 44ste met 366 punten (92-93-89-92) |

### Zeilen
| Olympiër            | Discipline | Resultaat | Prestatie                                |
| ------------------- | ---------- | --------- | ---------------------------------------- |
| Enrique Arathoon VS | laser (m)  | 24e       | 177 punten: (33-32-28-30-4-3-9-32-18-21) |

### Zwemmen
| Olympiër         | Discipline           | Resultaat | Prestatie                     |
| ---------------- | -------------------- | --------- | ----------------------------- |
| Marcelo Acosta   | 200m vrije slag (m)  | 43e       | serie 1: 4de in 1.51,46       |
| Marcelo Acosta   | 400m vrije slag (m)  | 22e       | serie 3: 1ste in 3.48,82      |
| Marcelo Acosta   | 1500m vrije slag (m) | 22e       | serie 2: 2de in 15.08,17 (NR) |
|                  |                      |           |                               |
| Rebeca Quinteros | 400m vrije slag (v)  | 32e       | serie 1: 8ste in 4.52,11      |